# Afšín Bijábángard
Afšín Bijábángard (* 10. června 1987 Pársábád) je íránský zápasník – klasik.

## Sportovní kariéra
Zápasení se aktivně věnuje od 13 let. Specializuje se na řecko-římský styl. V íránské mužské reprezentaci se pohyboval od roku 2009 ve váze do 66 kg jako reprezentační dvojka za Saídem Abdeválím. V roce 2012 prohrál s Abdeválím nominaci na olympijské hry v Londýně. Od roku 2014 startuje v neolympijské váze do 71 (72) kg.

## Výsledky
| Turnaj            | 2009 | 2010 | 2011 | 2012 | 2013 | 2014 | 2015 | 2016 | 2017 |
| Turnaj            | 22   | 23   | 24   | 25   | 26   | 27   | 28   | 29   | 30   |
| Turnaj            | -66  | -66  | -66  | -66  | -66  | -71  | -71  | -71  | -71  |
| ----------------- | ---- | ---- | ---- | ---- | ---- | ---- | ---- | ---- | ---- |
| Olympijské hry    |      |      |      | —    |      |      |      |      |      |
| Mistrovství světa | úč.  | —    | —    |      | úč.  | 3.   | úč.  | úč.  | —    |
| Asijské hry       |      | —    |      |      |      | 3.   |      |      |      |
| Mistrovství Asie  | —    | 5.   | —    | 2.   | —    | —    | —    | 1.   | 2.   |
| Univerziáda       |      |      |      |      | 5.   |      |      |      |      |